# Élections législatives macédoniennes de 2006
Les élections législatives macédoniennes de 2006 (en macédonien : Македонски парламентарни избори (2006)) se tiennent le mercredi 5 juillet 2006, afin d'élire les 120 députés de la 5e législature de l'Assemblée de Macédoine, pour un mandat de quatre ans.
Alors que l'abstention connaît une forte hausse, l'alliance de centre droit réunie autour du parti conservateur et libéral de Nikola Gruevski l'emporte sur la coalition de centre gauche formée autour des sociaux-démocrates du président du gouvernement Vlado Bučkovski. Sept semaines plus tard, Gruevski accède au pouvoir après formé une coalition avec le Parti démocratique des Albanais (DPA/PSDh).

## Contexte
Lors des élections législatives (mk) du 15 septembre 2002, la coalition Ensemble pour la Macédoine (ZMZ) — formée autour de l'Union sociale-démocrate de Macédoine (SDSM) — de l'ancien président du gouvernement Branko Crvenkovski s'impose avec 41,6 % des suffrages exprimés et 60 députés sur 120 à l'Assemblée. Elle devance l'alliance constituée autour de l'Organisation révolutionnaire macédonienne intérieure - Parti démocratique pour l'unité nationale macédonienne (VMRO-DPMNE) du président du gouvernement Ljubčo Georgievski, qui obtient 25 % des voix et 33 sièges. Après s'être allié avec l'Union démocratique pour l'intégration (BDI/DUI), Branko Crvenkovski retrouve le pouvoir.
Le 26 février 2004, le président de la République Boris Trajkovski meurt dans l'écrasement de son avion alors qu'il survole le territoire de la Bosnie-Herzégovine. Une élection présidentielle (mk) anticipée est convoquée le 14 avril suivant. Au premier tour, Crvenkovski vire en tête avec 42,5 %, et s'impose au second tour deux semaines plus tard avec 62,6 % des voix. Il est remplacé à la tête du gouvernement par le ministre de l'Intérieur Hari Kostov, qui n'appartient pas à la SDSM, le 2 juin.
Kostov annonce sa démission dès le 17 novembre en raison de divergences au sein de la coalition au pouvoir. Neuf jours plus tard, le ministre de la Défense Vlado Bučkovski est élu président de la SDSM face à Radmila Šekerinska, un accord entre eux prévoyant que le nouveau dirigeant du parti serait proposé à Crvenkovski pour succéder à Kostov. Bučkovski est désigné à la présidence du gouvernement juste après son élection.

## Système électoral

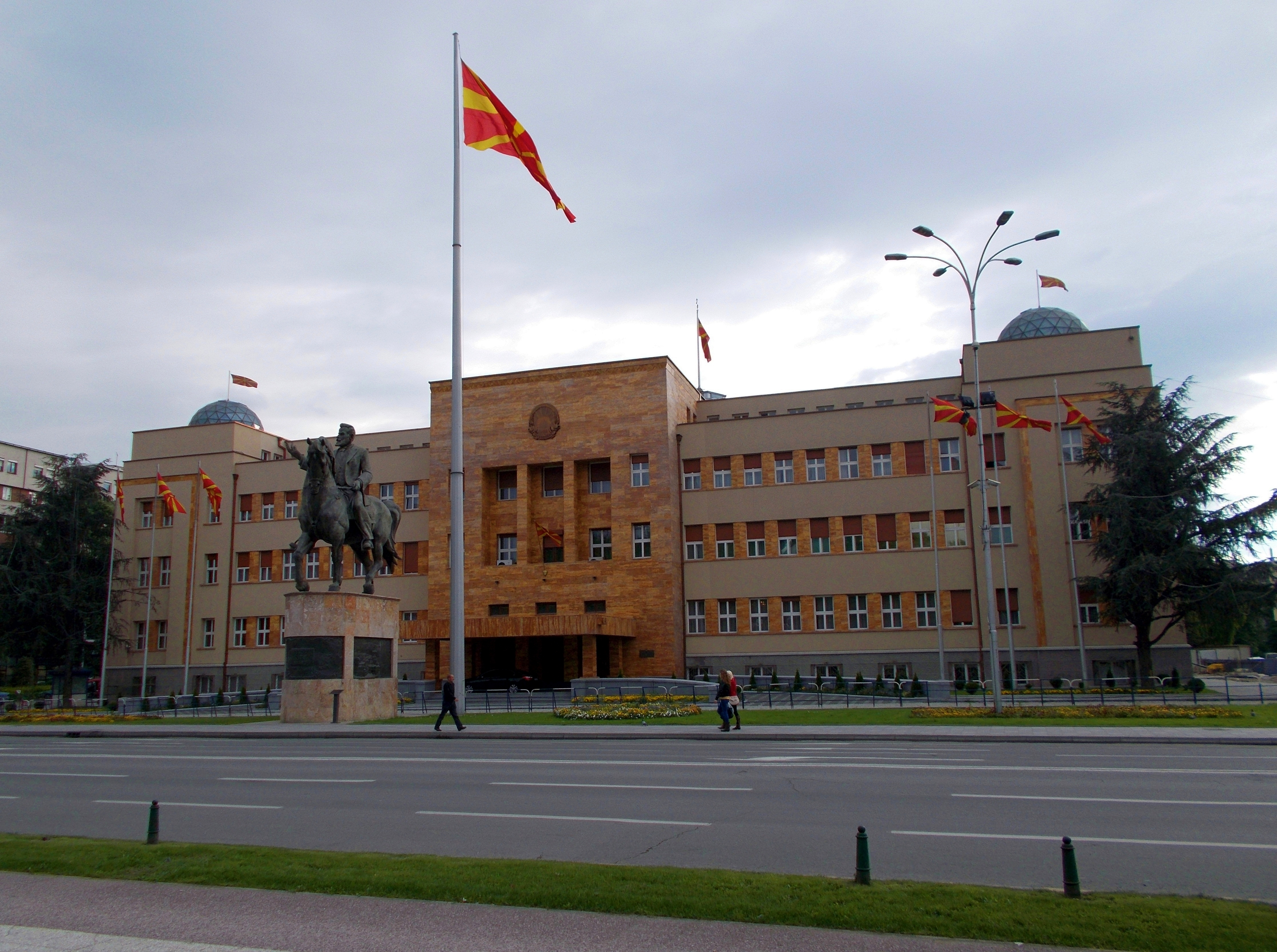
Le palais de l'Assemblée à Skopje.

L'Assemblée de Macédoine (Собрание на Македонија) est un parlement monocaméral composé de 120 sièges pourvus pour quatre ans au scrutin proportionnel plurinominal dans six circonscriptions de 20 sièges chacune. Les électeurs votent pour le candidat d'une liste, et ce vote correspond à une voix pour cette dernière tout en jouant le rôle d'un vote préférentiel pour le candidat en question, lui donnant la possibilité de faire monter sa place dans la liste. Après décompte des suffrages, les sièges sont répartis selon la méthode d'Hondt au quotient simple, sans seuil électoral au niveau national. Toutes les listes reçoivent par conséquent un siège en proportion de leurs parts des suffrages exprimés, avec un siège par tranche de 1/20ème de suffrage dans chacune des six circonscription, soit un seuil de facto de 5 % des suffrages exprimés. Les sièges sont répartis, au sein des listes, entre les candidats ayant reçu le plus grand nombre de suffrages en leur nom, par ordre décroissant.

## Campagne
La campagne est marquée par des incidents violents, cinq après la fin de l'insurrection albanaise. Dans les sondages, l'Organisation révolutionnaire macédonienne intérieure - Parti démocratique pour l'unité nationale macédonienne (VMRO-DPMNE) de Nikola Gruevski devance l'Union sociale-démocrate de Macédoine (SDSM) du président du gouvernement Vlado Bučkovski, pénalisé par de mauvais résultats économiques. Selon le président de la République Branko Crvenkovski, ces élections doivent permettre de « prouver la capacité et le potentiel démocratique [du pays] à reprendre le processus d'intégration dans l'Union européenne et l'OTAN ».

### Principales forces politiques
| Parti/coalition | Parti/coalition | Idéologie                                                             | Chef de file                                | Score en 2002              |
| --------------- | --- | --------------------------------------------------------------------- | ------------------------------------------- | -------------------------- |
|                 | Ensemble pour la Macédoine (SDSM) За Македонија заедно (ZMZ)                                                        | Centre gauche Social-démocratie, libéralisme, europhilie              | Vlado Bučkovski (Président du gouvernement) | 41,6 % des voix 60 députés |
|                 | Pour une Macédoine meilleure (VMRO-DPMNE) За подобра Македонија (ZPM)                                               | Centre droit Libéral-conservatisme, démocratie chrétienne, europhilie | Nikola Gruevski                             | 28,4 % des voix 34 députés |
|                 | Union démocratique pour l'intégration Демократска унија за интеграција (DUI) Bashkimi Demokratik për Integrim (BDI) | Centre droit Conservatisme social, europhilie, intérêts des Albanais  | Ali Ahmeti                                  | 14,4 % des voix 18 députés |

## Résultats
|                          |                                                     |                                                     |                                                 |           |       |       |               |               |
| Parti/coalition          | Parti/coalition                                     | Parti/coalition                                     | Parti/coalition                                 | Voix      | %     | +/-   | Sièges        | +/-           |
|                          | Pour une Macédoine meilleure (ZPM)                  | Pour une Macédoine meilleure (ZPM)                  | Pour une Macédoine meilleure (ZPM)              | 304 572   | 32,50 | 4,06  | 45            | 11            |
|                          | VMRO-DPMNE                                          | VMRO-DPMNE                                          | 38                                              | 304 572   | 32,50 | 4,06  | 11            |               |
|                          | Parti socialiste de Macédoine (SPM)                 | Parti socialiste de Macédoine (SPM)                 | 3                                               | 304 572   | 32,50 | 4,06  | 2             |               |
|                          | Parti libéral de Macédoine (LPM)                    | Parti libéral de Macédoine (LPM)                    | 2                                               | 304 572   | 32,50 | 4,06  | 3             |               |
|                          | Union démocratique (DZ)                             | Union démocratique (DZ)                             | 1                                               | 304 572   | 32,50 | 4,06  | 1             |               |
|                          | Union des Roms de Macédoine (SRM)                   | Union des Roms de Macédoine (SRM)                   | 1                                               | 304 572   | 32,50 | 4,06  | 1             |               |
|                          | Autres                                              | Autres                                              | 0                                               | 304 572   | 32,50 | 4,06  | 1             |               |
|                          | Ensemble pour la Macédoine (ZMZ)                    | Ensemble pour la Macédoine (ZMZ)                    | Ensemble pour la Macédoine (ZMZ)                | 218 463   | 23,31 | 18,28 | 32            | 28            |
|                          | Union sociale-démocrate de Macédoine (SDSM)         | Union sociale-démocrate de Macédoine (SDSM)         | 23                                              | 218 463   | 23,31 | 18,28 | 26            |               |
|                          | Parti libéral-démocrate (LDP)                       | Parti libéral-démocrate (LDP)                       | 5                                               | 218 463   | 23,31 | 18,28 | 6             |               |
|                          | Parti démocratique des Serbes de Macédoine (DPS)    | Parti démocratique des Serbes de Macédoine (DPS)    | 1                                               | 218 463   | 23,31 | 18,28 | 1             |               |
|                          | Parti démocratique des Turcs de Macédoine (DPT/TDP) | Parti démocratique des Turcs de Macédoine (DPT/TDP) | 2                                               | 218 463   | 23,31 | 18,28 | 2             |               |
|                          | Parti uni des Roms de Macédoine (OPR)               | Parti uni des Roms de Macédoine (OPR)               | 1                                               | 218 463   | 23,31 | 18,28 | 1             |               |
|                          | Union démocratique pour l'intégration (BDI/DUI)     | Union démocratique pour l'intégration (BDI/DUI)     | Union démocratique pour l'intégration (BDI/DUI) | 113 522   | 12,12 | 2,31  | 17            | 1             |
|                          | Union démocratique pour l'intégration (BDI/DUI)     | Union démocratique pour l'intégration (BDI/DUI)     | 14                                              | 113 522   | 12,12 | 2,31  | 2             |               |
|                          | Parti pour la prospérité démocratique (PPD/PDP)     | Parti pour la prospérité démocratique (PPD/PDP)     | 3                                               | 113 522   | 12,12 | 2,31  | 1             |               |
|                          | Ligue démocratique des Bosniaques (DLB)             | Ligue démocratique des Bosniaques (DLB)             | 0                                               | 113 522   | 12,12 | 2,31  | en stagnation |               |
|                          | Parti démocratique des Albanais (PDSh/DPA)          | Parti démocratique des Albanais (PDSh/DPA)          | Parti démocratique des Albanais (PDSh/DPA)      | 70 261    | 7,50  | 2,15  | 11            | 4             |
|                          | VMRO - Parti populaire (VMRO-NP)                    | VMRO - Parti populaire (VMRO-NP)                    | VMRO - Parti populaire (VMRO-NP)                | 57 077    | 6,09  | Nv    | 6             | 6             |
|                          | Nouveau Parti social-démocrate (NSDP)               | Nouveau Parti social-démocrate (NSDP)               | Nouveau Parti social-démocrate (NSDP)           | 56 624    | 6,04  | Nv    | 7             | 7             |
|                          | Renouveau démocratique de Macédoine (DOM)           | Renouveau démocratique de Macédoine (DOM)           | Renouveau démocratique de Macédoine (DOM)       | 17 364    | 1,85  | Nv    | 1             | 1             |
|                          | Parti de la reconstruction économique (PEO)         | Parti de la reconstruction économique (PEO)         | Parti de la reconstruction économique (PEO)     | 12 718    | 1,36  | Nv    | 0             | en stagnation |
|                          | Parti populaire agricole de Macédoine (ZNP)         | Parti populaire agricole de Macédoine (ZNP)         | Parti populaire agricole de Macédoine (ZNP)     | 12 628    | 1,35  | Nv    | 0             | en stagnation |
|                          | Parti pour l'avenir européen (PEI)                  | Parti pour l'avenir européen (PEI)                  | Parti pour l'avenir européen (PEI)              | 11 255    | 1,20  | Nv    | 1             | 1             |
|                          | Alternative démocratique (DA)                       | Alternative démocratique (DA)                       | Alternative démocratique (DA)                   | 11 067    | 1,18  | 0,28  | 0             | en stagnation |
|                          | Autres                                              | Autres                                              | Autres                                          | 47 538    | 5,07  |       | 0             | 1             |
|                          |                                                     |                                                     |                                                 |           |       |       |               |               |
| Suffrages exprimés       | Suffrages exprimés                                  | Suffrages exprimés                                  | Suffrages exprimés                              | 937 018   | 96,12 |       |               |               |
| Blancs et nuls           | Blancs et nuls                                      | Blancs et nuls                                      | Blancs et nuls                                  | 37 873    | 3,88  |       |               |               |
| Total                    | Total                                               | Total                                               | Total                                           | 974 891   | 100   | –     | 120           | en stagnation |
| Abstention               | Abstention                                          | Abstention                                          | Abstention                                      | 766 558   | 44,02 |       |               |               |
| Inscrits / participation | Inscrits / participation                            | Inscrits / participation                            | Inscrits / participation                        | 1 741 449 | 55,98 |       |               |               |

### Analyse
Après une journée de vote qui s'est déroulée dans le calme, le centre droit l'emporte sur le centre gauche au pouvoir. Handicapé par les mauvaises performances économiques du pays, le président du gouvernement Vlado Bučkovski reconnaît sa défaite, saluant la capacité des Macédoniens à voter lors « d'élections honnêtes et libres ».

### Conséquences
Après avoir formé une alliance avec le Parti démocratique des Albanais (DPA/PDSh) et le Nouveau Parti social-démocrate (NSDP), le président de l'Organisation révolutionnaire macédonienne intérieure - Parti démocratique pour l'unité nationale macédonienne (VMRO-DPMNE) Nikola Gruevski forme son premier gouvernement le 28 août 2006.